# Генуфлекторий
Генуфлекто́рий (лат. genuflectorium) — скамеечка или подушечка для коленопреклонения в католических храмах.
Индивидуальные генуфлектории, стационарные или переносные, используются в католических храмах и капеллах, а также в домах для преклонения коленей во время молитвы.
Также, согласно обычной практике, в католических церквях к храмовым скамьям в задней части крепится специальная подставка-генуфлекторий, которая предназначена не для ног, а для коленопреклонений сидящих на следующем ряду людей. Генуфлекторий используется для коленопреклонения в определённые моменты мессы, предписанные каноном, а также во время поклонения Святым Дарам и индивидуальной молитвы. Кроме того, традиционно генуфлекториями были снабжены алтарные преграды католических храмов, для того чтобы верующие могли принимать Святое Причастие на коленях.